# Jean-Jacques Lagrenée
Jean-Jacques Lagrenée,  bijgenaamd Lagrenée le Jeune, in het Nederlands Lagrenée de Jonge,  (Parijs, 18 september 1739 – aldaar, 13 februari 1821) was een Frans kunstschilder, graveur en decorateur.

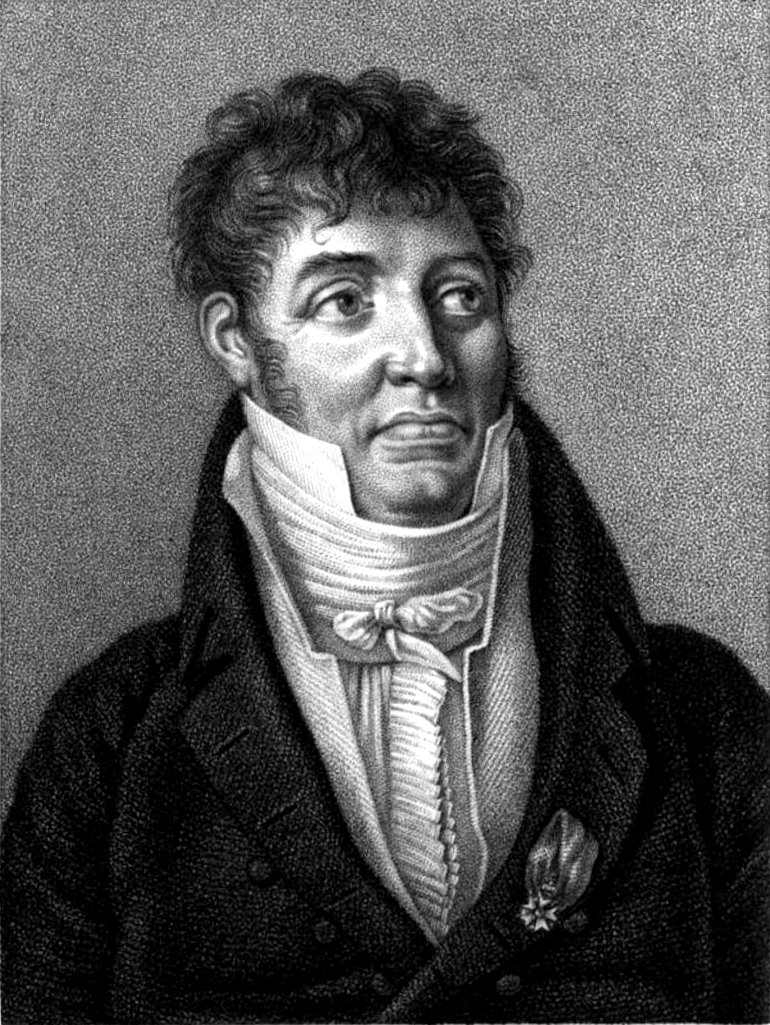
portret van de schrijver Pierre-Antoine-Augustin de Piis, 1810, door Lagrenée le Jeune
(Museum van de Franse Revolutie).

Jean-Jacques Lagrenée is vooral bekend als de broer van Louis-Jean-François Lagrenée, bijgenaamd Lagrenée l'aîné, in het Nederlands Lagrenée de Oude. 
In 1760 deed hij mee aan het concours voor de Prix de Rome en won de tweede prijs. Het onderwerp van het doek is de opoffering van Manoach, vader van Simson. Vanaf 1760 verbleef hij samen met zijn broer in Sint-Petersburg, waar Louis-Jean-François directeur werd van de Russische Academie voor Schone Kunsten. Daarna reisden de broers samen naar Rome, waar Louis-Jean-François werkte voor de Académie de France. 
Terug in Frankrijk presenteerde hij op 13 juni 1775 zijn proefstuk, het beschilderen van het Plafond de l’Hiver in de galerie d’Apollon in het Louvre voor toelating tot de Académie royale. 
In 1776 werd Jean-Jacques Lagrenée assistent-leraar en in 1781 leraar aan deze academie. Onder de vele doeken die hij schilderde waren er ook opdrachten van de koning, zoals Albinus offrant son char a Vestalus, een Fête de Bacchus (Bacchanaal), Moise sauve des Eaux, La peste chez les  Philistins,  en Télémaque dans l’île de Calypso.
Tijdens zijn verblijf in Sint-Petersburg maakte hij vele etsen, waaronder veel kopieën van zijn eigen olieverfschilderijen en van die van zijn broer. In 1765 produceerde hij de laatste van deze serie. Daarna begon hij in 1782 weer te etsen, maar in een heel andere stijl, waarbij hij ook een andere techniek gebruikte. 
Voor de Parijse salon van 1804 exposeerde Jean-Jacques Lagrenée met een portret van Napoleon op een marmeren plaat. 
Jean-Jacques Lagrenée gebruikte graag motieven uit de antieke oudheid en kopieerde voorstellingen van thermen van etruskische vazen en van arabesken op emaille, hout, doek, marmer, en glas, waarbij hij werkte met zelf uitgevonden preparaten. Hij was ook een tijd lang directeur van de porseleinfabriek van Sèvres. 
In 1802 gaf de Franse regering hem opdracht tot het restaureren van een aantal Etruskische vazen die na het Verdrag van Tolentino in 1797 aan Frankrijk waren toegekend. De vazen waren tijdens het transport van Rome naar Parijs gebroken. 
- Biblioteca Nacional de España: XX5598818
- Bibliothèque nationale de France: cb120025756 (data)
- Gemeinsame Normdatei: 174235224
- International Standard Name Identifier: 0000 0000 6640 8640
- KulturNav: e0be633b-de29-42c5-b896-350ecef7a1d0
- Library of Congress Control Number: n86016946
- Nederlandse Thesaurus van Auteursnamen: 074713450
- RKD-Nederlands Instituut voor Kunstgeschiedenis: 47427
- SNAC: w6pk8bwq
- Système universitaire de documentation: 117272167
- Union List of Artist Names: 500005569
- Virtual International Authority File: 7400711
- WorldCat: E39PBJrmdrj6cchrT3hH8RQpfq